# Nycterosea pigrata
Nycterosea pigrata là một loài bướm đêm trong họ Geometridae.